# متنزه مائي

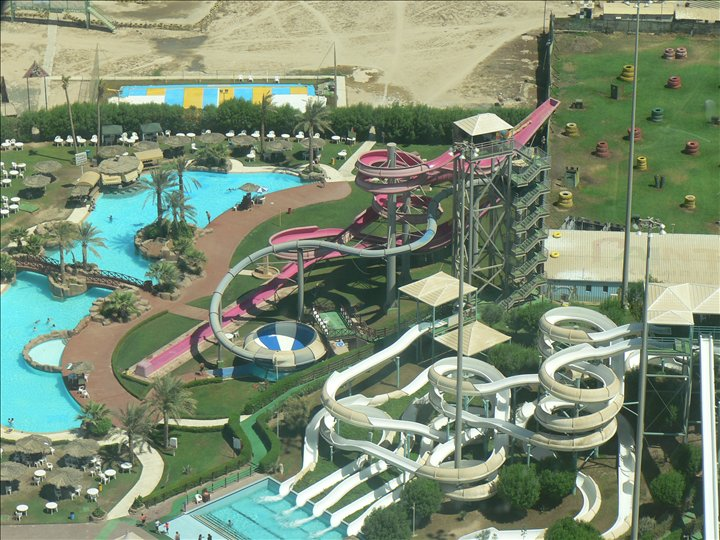
متنزه مائي في مدينة الكويت

المتنزهات المائية أو الحدائق المائية هي نوع من أنواع مدن الألعاب الترفيهية التي تتضمن وجود أماكن للعب في الماء.
تتضمن المتنزهات المائية وجود العديد من الألعاب المائية مثل زلاقة مائية Water slide وغيرها، بالإضافة إلى وجود أماكن لنشاطات متعددة مثل الاستحمام الترفيهي والسباحة ونشاطات أخرى تمارس بالحفاء.